# کولی کنار آتش
کولی کنار آتش نام رمانی از منیرو روانی‌پور است.
این کتاب را نشر مرکز نخستین بار در سال ۱۳۷۸ در تهران چاپ و منتشر کرده‌ است. شابک آن شابک ‎۹۷۸−۹۶۴−۳۰۵−۳۹۶−۳ بوده و ۲۸۰ صفحه دارد. کولی کنار آتش داستان دختری کولی (چادرنشین) به‌نام «آینه» است که طی سفری اودیسه‌وار از جنوب ایران به پایتخت می‌رود.